# Little League World Series 1992
Koordinaten: 41° 13′ 45″ N, 77° 0′ 2″ W
Die Little League World Series 1992 war die 46. Austragung der Little League Baseball World Series, einem internationalen Baseballturnier für Jungen zwischen 11 und 12 Jahren. Gespielt wurde in South Williamsport.
Es war die erste Austragung bei der zuerst eine Gruppenphase gespielt wurde.
Das Turnier wurde eigentlich durch die Mannschaft der Philippinen mit 15:4 gewonnen. Jedoch wurde im Nachhinein durch einen philippinischen Journalisten bekannt, dass das Team zu alte Spieler und Spieler aus anderen Städten eingesetzt hatte. Gemäß dem Reglement wurde das letzte Spiel vor Bekanntwerden dieser Tatsachen als Forfait für den Gegner gewertet. Dadurch wurde die Mannschaft aus Kalifornien nachträglich zum Weltmeister ernannt.

## Teilnehmer
| Vereinigte Staaten                     | International                                               |
| -------------------------------------- | ----------------------------------------------------------- |
| Hamilton Square, New Jersey Region Ost | Kaiserslautern, Deutschland Region Europa                   |
| Lake Charles, Louisiana Region Süd     | Zamboanga City, Philippinen Region Ferner Osten             |
| Long Beach, Kalifornien Region West    | Salaberry-de-Valleyfield, Québec Region Kanada              |
| South Holland, Illinois Region Zentral | Santo Domingo, Dominikanische Republik Region Lateinamerika |

## Ergebnisse
Die Teams wurden in zwei Gruppen eingeteilt. Jeder spielte gegen Jeden in seiner Gruppe, die beiden Ersten spielten gegeneinander den Finalplatz aus.

### Vorrunde

#### Gruppe Vereinigte Staaten
| Platz | Region  | W | L | %     |
| ----- | ------- | - | - | ----- |
| 1.    | West    | 3 | 0 | 1.000 |
| 2.    | Ost     | 2 | 1 | 0.667 |
| 3.    | Süd     | 1 | 2 | 0.333 |
| 4.    | Zentral | 0 | 3 | 0.000 |

| Datum      | Begegnung | Begegnung | Begegnung | Ergebnis |
| ---------- | --------- | --------- | --------- | -------- |
| 24. August | Zentral   | –         | West      | 6:10     |
| 24. August | Süd       | –         | Ost       | 0:5      |
| 25. August | Ost       | –         | West      | 4:6      |
| 25. August | Zentral   | –         | Süd       | 2:3      |
| 26. August | Ost       | –         | Zentral   | 5:2      |
| 26. August | West      | –         | Süd       | 16:1     |

#### Gruppe International
| Platz | Region        | W | L | %     |
| ----- | ------------- | - | - | ----- |
| 1.    | Lateinamerika | 3 | 0 | 1.000 |
| 2.    | Ferner Osten  | 2 | 1 | 0.667 |
| 3.    | Kanada        | 1 | 2 | 0.333 |
| 4.    | Europa        | 0 | 3 | 0.000 |

| Datum      | Begegnung     | Begegnung | Begegnung     | Ergebnis |
| ---------- | ------------- | --------- | ------------- | -------- |
| 24. August | Kanada        | –         | Lateinamerika | 0:29     |
| 24. August | Ferner Osten  | –         | Europa        | 14:2     |
| 25. August | Europa        | –         | Lateinamerika | 0:24 (4) |
| 25. August | Kanada        | –         | Ferner Osten  | 0:2      |
| 26. August | Europa        | –         | Kanada        | 3:10     |
| 26. August | Lateinamerika | –         | Ferner Osten  | 8:1      |

### Finalrunde
|  | US und Intern. Finale | US und Intern. Finale |              |      | Weltmeisterschaft  | Weltmeisterschaft  |
|  |                       |                       |              |      |                    |                    |
|  | 27. August            |                       |              |      |                    |                    |
|  | IN2 Ferner Osten      | 5                     |              |      |                    |                    |
|  | IN1 Lateinamerika     | 1                     |              |      | 29. August Forfait | 29. August Forfait |
|  |                       |                       | Ferner Osten | 0    |                    |                    |
|  | 27. August            | 27. August            |              | West | 6                  |                    |
|  | US2 Ost               | 0                     |              |      |                    |                    |
|  | US1 West              | 1                     |              |      |                    |                    |
|  |                       |                       |              |      |                    |                    |